# پروانه‌ماهی بینی‌دراز
پروانه‌ماهی بینی‌دراز (نام علمی: Forcipiger longirostris) نام یک گونه از سرده پروانه‌ماهی‌های بینی‌دراز است.